# Слідство ведуть ЗнаТоКі. Шантаж
«Слідство ведуть ЗнаТоКі. Шантаж» — радянський детективний телефільм 1972 року, 6-й в серії фільмів «Слідство ведуть ЗнаТоКі».

## Сюжет
Початок історії відсилає до четвертого фільму серії («Повинну голову…»). Пройшов рік, Знаменський навідується в колонію, де відбуває термін засуджений за розкрадання Кудряшов, щоб допитати його про особу ювеліра, у якого розкрадача він брав золоті вироби. Кудряшов, який отримав 12 років колонії, не бачить сенсу приховувати постачальника, ім'я якого на слідстві приховав. В результаті за спекуляцію коштовностями заарештований співробітник скупного пункту Борис Міркін. В ході допитів Знаменський переконується, що Миркин не спекулянт-одинак, а пов'язаний з іншими підпільними ділками. Крім того, за допомогою експертизи встановлено, що через руки Міркіна проходили не тільки ювелірні вироби, але й золотий пісок.
Тим часом в Москву з вантажем краденого «шлиха» з сибірських копалень прибуває кур'єр підпільної мережі збувальників золота. Його московський контрагент по кличці Чистодєл повідомляє неприємну новину: ланцюжок збуту перервався, наступною ланкою в ньому був заарештований Міркін, його зв'язків Чистодєл не знає, а своїх грошей у Чистодєла немає. Кур'єр розуміє, що експертиза неминуче покаже причетність Міркіна до операцій з золотим піском, що загрожує провалом всієї мережі. Тоді він з'ясовує, що проводити експертизу буде Зінаїда Кібріт, він заявляється до неї додому і, шантажуючи її, вимагає фальсифікувати експертний висновок, погрожуючи в іншому випадку розправитися з її племінником-підлітком. Зінаїда, зберігши самовладання, вдає, що погоджується, і негайно повідомляє про подію Знаменському та Томіну.
Головне завдання кур'єра — якомога швидше знайти покупця золота, тому що повернутися на копальню без грошей для нього означає негайну розправу. Він приходить до старої сусідки Міркіна по комунальній квартирі Антоніни Валер'янівни Прахової, представляється співробітником карного розшуку і розпитує про коло знайомих Міркіна. Прахова виявляється зовсім не недолугою і балакучою старою, якою здається спочатку. Вона легко викриває самозванця. Кур'єр з подивом дізнається, що прийшов точно за адресою: Міркін працював на Прахову. Угода відбувається, Чистодєл намагається вимагати свої комісійні, але він вже став зайвим. Кур'єр вбиває його і відправляється в зворотний шлях.
Слідство теж виходить на Прахову: Знаменському вдається переконати Міркіна дати свідчення про свій канал збуту золота і коштовностей, а Томін з Токарєвим оперативним шляхом отримують відомості про її зустріч з кур'єром. Обшук у Прахової дає незаперечні докази. Прикмети кур'єра-шантажиста повідомляють екіпажам літаків, що вилетіли з Москви на схід, злочинця впізнають серед пасажирів хабаровського рейсу, і на землі йому готують зустріч.

## Ролі та виконавці
- Георгій Мартинюк —  Знаменський
- Леонід Каневський —  Томін
- Ельза Леждей —  Кібріт
- Олександр Кайдановський —  Борис Міркін
- Емілія Мільтон —  Антоніна Валер'янівна Прахова
- Армен Джигарханян —  шантажист
- Валентин Абрамов —  «Чистодєл»
- Анатолій Грачов —  Токарєв
- Валентина Березуцька —  Настя
- Леонід Бронєвой —  Кудряшов
- Семен Соколовський —  полковник Скопін

## Знімальна група
- Режисер — В'ячеслав Бровкін
- Сценаристи — Олександр Лавров, Ольга Лаврова
- Оператор — Владислав Єфімов
- Композитор — Марк Мінков
- Художник — Лариса Мурашко